# Lepistella
Lepistella es un género de hongo de la familia Tricholomataceae. Es un género monotípico, su única especie Lepistella ocula se encuentra en América Central. Fue reportada como nueva para la ciencia en 2007.